# Fallschutzsand

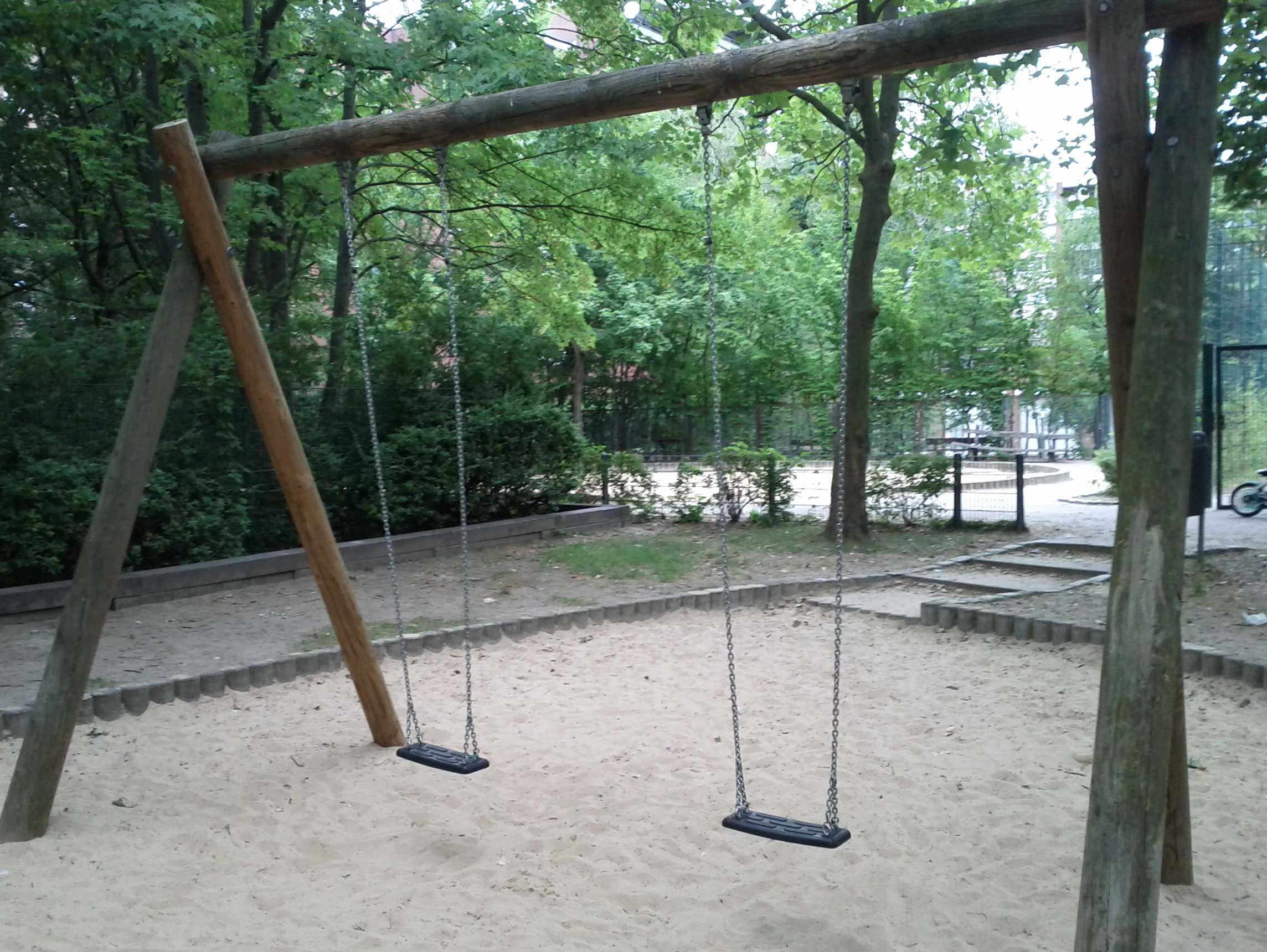
Fallschutzsand unter Schaukeln

Als Fallschutzsand wird eine spezielle Variante eines Sandes bezeichnet, der aufgrund einer Korngröße von 0,2–2 mm insbesondere für die Verbringung unter Schaukeln oder anderen Spiel- und Sportgeräten geeignet ist, bei denen eine Gefahr des Sturzes besteht.
Bei größerem Korn (2–16 mm) wird das Material als Fallschutzkies bezeichnet und ist auch für mittlere Fallhöhen bis 3 m geeignet.
Fallschutzsand und -kies wird zunächst wie normaler Sand aus Sedimenten gewonnen und entsprechend der gewünschten Korngrößen selektiert.

## Eigenschaften

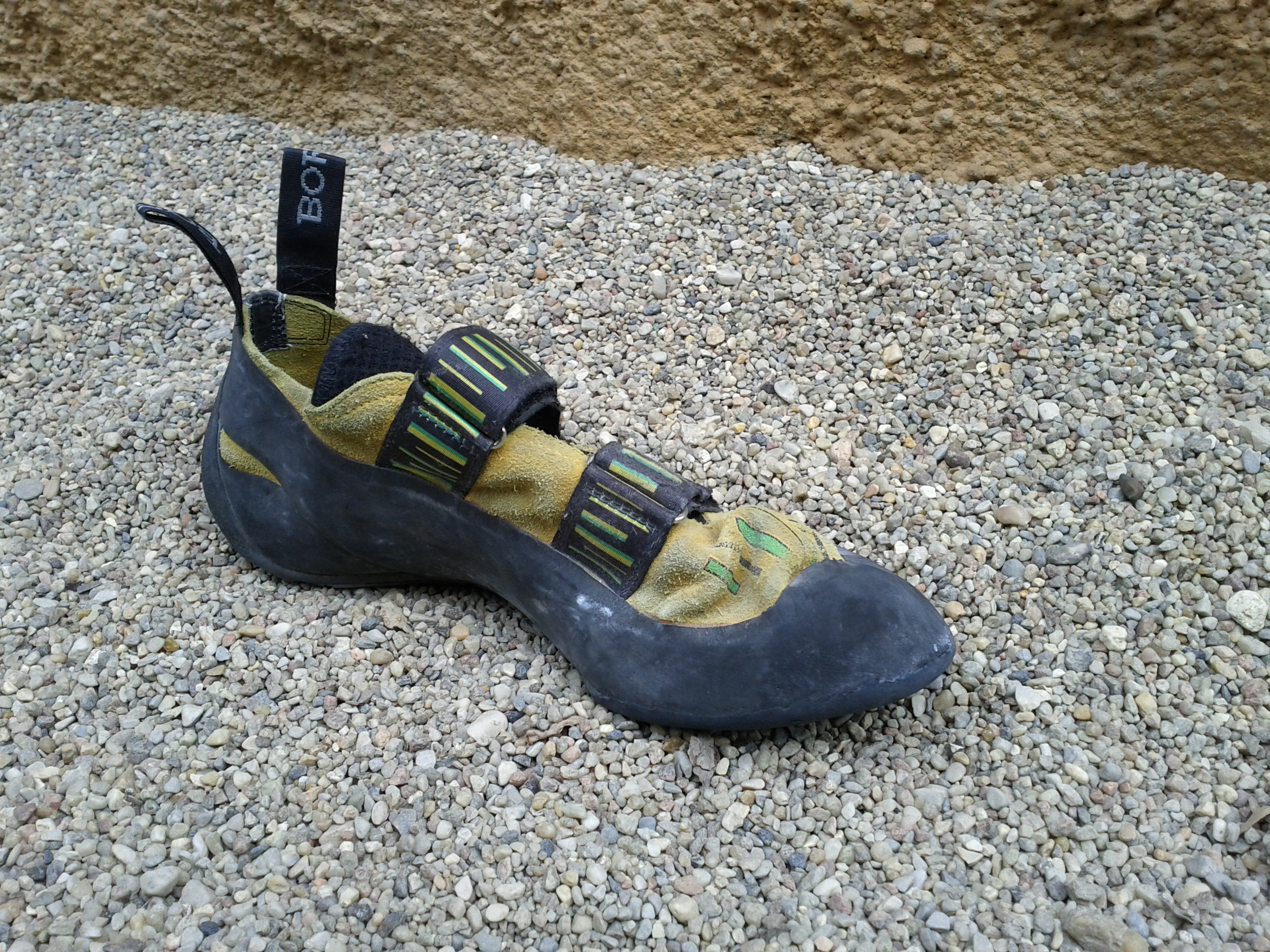
Fallschutzkies in gemischter Korngröße 2–8 mm an einer Kletterwand

Fallschutzsand und -kies haben aufgrund ihrer relativ großen Korngröße von 0,2–2 mm bzw. >2 mm eine geringe Adhäsion. Die Eigenschaft der großen Korngröße kommt jedoch in der hohen Falldämpfung zum Ausdruck. Hier unterscheidet sich der Fallschutzsand vom Spielsand, der aufgrund seiner  Korngröße von 0–1 (max. 2) mm eine im feuchten Zustand hohe Adhäsionskraft besitzt, womit sich daraus Formen gestalten lassen, der jedoch kaum oder keine Falldämpfung bietet. Während feuchter Sand bei Frost gefriert und kaum dämpft, bleiben die Eigenschaften bei gröberem Kies erhalten.

## Anwendung

### Spielplatzböden
Ein Fallschutz ist nach der Norm DIN EN 1176 (Spielplatzgeräte und Spielplatzböden) abhängig von dem Bodenmaterial und der maximalen Fallhöhe vorgeschrieben. Beton und Asphalt lassen eine maximale Fallhöhe von 60 cm zu. Bis 100 cm können steinfreier Oberboden und bis 150 cm instandgehaltener Rasen oder Fallschutzmatten aus (recyceltem) EPDM mit 2–5 cm Dicke verwendet werden. Bei größerer Fallhöhe kommen Fallschutzsand oder -kies in einer Schichtdicke von 200 bzw. 300 mm zum Einsatz, um einen Fall aus maximal 2 bzw. 3 Metern Höhe abzudämpfen. Auch Holzschnitzel und Rindenmulch sind mit gleichen Parametern zugelassen, unterliegen jedoch der schnelleren Verwitterung.

### Sportkletteranlagen

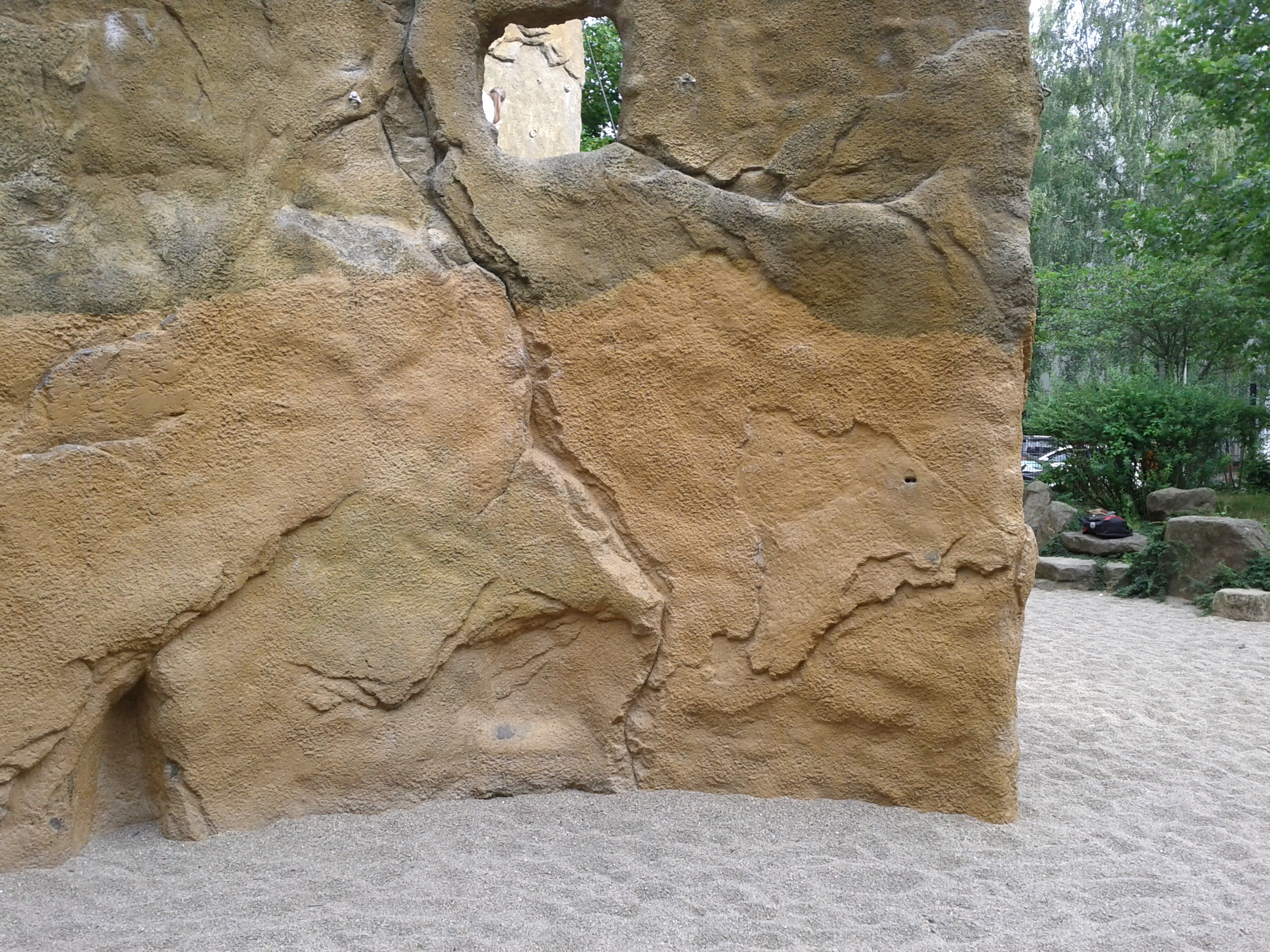
Fallschutzkies an einer Kletterwand

Fallschutzkies wird zur Aufpralldämpfung im Freien an Anlagen zum Sportklettern eingesetzt. In der Norm DIN EN 12572-2 wird an künstlichen Boulderwänden ein Korndurchmesser von 8 bis 16 mm und eine Schichtdicke von 400 mm vorgeschrieben, ab einer Wandhöhe von 3 m ist ein Hinweis auf zusätzliche Sicherheitstechniken (Spotten, Bouldermatten) erforderlich.